# Tethina strobliana
Tethina strobliana är en tvåvingeart som först beskrevs av Mercier 1923. Enligt Catalogue of Life ingår Tethina strobliana i släktet Tethina och familjen Canacidae, men enligt Dyntaxa är tillhörigheten istället släktet Tethina och familjen dynflugor. Arten har ej påträffats i Sverige. Inga underarter finns listade i Catalogue of Life.